# Orhan Džepar
Orhan Džepar (Eefde, 13 juni 1996) is een Nederlands-Bosnisch professioneel voetballer die als middenvelder speelt. Hij tekende in juli 2025 een contract bij Olympiakos Nicosia en kwam over van Roda JC.

## Clubcarrière

### Go Ahead Eagles
Džepar kwam uit voor SP Eefde en FC Zutphen, alvorens hij in 2014 de overstap maakte naar de jeugdopleiding van Go Ahead Eagles. In het seizoen 2015/16 stroomde hij door naar het eerste elftal. Hij maakte zijn debuut in het betaalde voetbal op 16 augustus 2015 in de wedstrijd tegen Telstar. Džepar kwam 26 minuten voor tijd binnen de lijnen, en was twaalf minuten later meteen trefzeker. Džepar kon in het seizoen 2016/17 door de komst van Marcel Ritzmaier niet rekenen op speeltijd. In augustus 2016 werd hij voor de rest van het seizoen verhuurd aan Telstar. Aan het einde van het seizoen liep hij een spierblessure op. Hij speelde 28 wedstrijden voor Telstar, waarin hij twee keer scoorde. In het seizoen 2017/18 keerde hij terug bij de Eagles, maar speelde slechts tien wedstrijden. Het seizoen erna kreeg hij wel meer speeltijd, hij kwam 25 keer uit en scoorde éénmaal. In totaal speelde Džepar 50 wedstrijden voor de club uit Deventer.

### Helmond Sport
Na vier seizoenen verruilde Džepar Go Ahead voor Helmond Sport. Hij debuteerde in de openingswedstrijd van het seizoen 2019/20 tegen FC Volendam (1-1). Op 13 september 2019 maakte hij zijn eerste doelpunt tegen SC Cambuur (1-5). Dit bleef zijn enige doelpunt in 53 wedstrijden.

### MVV
Džepar tekende in juli 2021 een contract bij MVV Maastricht voor twee jaar en een optie voor nog een jaar. Bij zijn debuut, in de openingsronde van het seizoen tegen Jong FC Utrecht, scoorde hij meteen de winnende (1-0). In zijn eerste vier wedstrijden voor MVV scoorde hij vier keer. Hij eindigde het seizoen 2021/22 met zeven goals uit 31 wedstrijden. Het seizoen erna speelde hij 30 wedstrijden en scoorde één keer.

### Roda JC
In augustus 2023 ging hij transfervrij over naar Roda JC Kerkrade, waar hij een contract tekende voor twee jaar. Hij debuteerde op 9 september 2023 tegen NAC Breda (3-1). Hij kwam in de 65e minuut in de ploeg voor Walid Ould-Chikh. In november 2023 raakte hij geblesseerd. In maart 2024 maakte hij zijn rentree, waarna hij in het seizoen 2024/25 veel als basisspeler mocht aantreden.

### Olympiakos
In juli 2025 ging Džepar voor het eerst in het buitenland aan de slag. Hij tekende een contract op Cyprus bij Olympiakos Nicosia.

## Statistieken
| Seizoen | Club             | Competitie     | Competitie | Competitie | Beker | Beker | Overig | Overig | Totaal | Totaal |
| Seizoen | Club             | Competitie     | Wed.       | Dlp.       | Wed.  | Dlp.  | Wed.   | Dlp.   | Wed.   | Dlp.   |
| ------- | ---------------- | -------------- | ---------- | ---------- | ----- | ----- | ------ | ------ | ------ | ------ |
| 2015/16 | Go Ahead Eagles  | Eerste divisie | 13         | 2          | 1     | 0     | 0      | 0      | 14     | 2      |
| 2016/17 | → Telstar        | Eerste divisie | 28         | 2          | 2     | 0     | 0      | 0      | 30     | 2      |
| 2017/18 | Go Ahead Eagles  | Eerste divisie | 10         | 0          | 0     | 0     | 0      | 0      | 10     | 0      |
| 2018/19 | Go Ahead Eagles  | Eerste divisie | 25         | 2          | 1     | 0     | 0      | 0      | 26     | 2      |
| 2019/20 | Helmond Sport    | Eerste divisie | 27         | 1          | 1     | 0     | 0      | 0      | 28     | 1      |
| 2020/21 | Helmond Sport    | Eerste divisie | 24         | 0          | 1     | 0     | 0      | 0      | 25     | 0      |
| 2021/22 | MVV Maastricht   | Eerste divisie | 31         | 7          | 2     | 0     | 0      | 0      | 33     | 7      |
| 2022/23 | MVV Maastricht   | Eerste divisie | 30         | 1          | 2     | 0     | 0      | 0      | 32     | 1      |
| 2023/24 | Roda JC Kerkrade | Eerste divisie | 16         | 0          | 1     | 0     | 2      | 0      | 19     | 0      |
| 2024/25 | Roda JC Kerkrade | Eerste divisie | 31         | 2          | 1     | 0     | 0      | 0      | 32     | 2      |
| Totaal  | Totaal           | Totaal         | 235        | 17         | 12    | 0     | 2      | 0      | 249    | 17     |

Bijgewerkt op 28 mei 2025